# Emil Harleß
Emil Harleß oder Emil Harless (* 22. Oktober 1820 in Nürnberg; † 16. Februar 1862 in München) war ein deutscher Physiologe.

## Leben
Emil Harleß war der Sohn des Nürnberger Großkaufmanns Johann Felix Tobias Harleß (1775–1854), Bruder des Theologen Adolf Harleß und Enkel des Humanisten Gottlieb Christoph Harleß. Er studierte in Berlin und Würzburg Medizin, Physik und Chemie und wurde 1846 in Erlangen promoviert. Er experimentierte bei Tierversuchen mit Salzäther, den Johann Ferdinand Heyfelder ab dem 27. März 1847 zur Narkose bei Menschen einsetzte. Mit Ernst von Bibra vermutete er 1847, dass Äther Fettbestandteile im Zentralnervensystem teilweise auflösen kann und diese dann in der Leber abgelagert werden. Nach seiner Habilitation 1848 in München wurde er 1849 dort außerordentlichen Professor der Physiologie. 1852 wurde er zum Vorstand des physiologischen Kabinetts der Universität und 1857 zum ordentlichen Professor ernannt.

## Schriften (Auswahl)
- mit Ernst von Bibra: Die Wirkung des Schwefeläthers. Erlangen 1847.
- Populäre Vorlesungen aus dem Gebiet der Physiologie und Psychologie. Braunschweig 1851.
- Über Muskelirritabilität. München 1851.
- Lehrbuch der plastischen Anatomie. 3 Teile. Stuttgart 1856–1858; 2. Auflage hrsg. von Robert Hartmann, 1876.
- Molekulare Vorgänge in der Nervensubstanz. München 1858–1861.
- Zur innern Mechanik der Muskelzuckung. München 1862.
- Die elementaren Funktionen der kreatürlichen Seele. München 1862.